# Blatec (Hodětín)
Blatec (německy Blatitz) je malá vesnice, část obce Hodětín v okrese Tábor v Jihočeském kraji. Nachází se asi dva kilometry severozápadně od Hodětína. Je zde evidováno 27 adres. V roce 2011 zde trvale žilo sedmnáct obyvatel.
Blatec leží v katastrálním území Blatec u Hodětína o rozloze 6 km². V katastrálním území Blatec u Hodětína leží i Nová Ves.

## Historie
První písemná zmínka o vesnici pochází z roku 1521.

## Obyvatelstvo
| Rok            | 1869 | 1880 | 1890 | 1900 | 1910 | 1921 | 1930 | 1950 | 1961 | 1970 | 1980 | 1991 | 2001 | 2011 | 2021 |
| -------------- | ---- | ---- | ---- | ---- | ---- | ---- | ---- | ---- | ---- | ---- | ---- | ---- | ---- | ---- | ---- |
| Počet obyvatel | 141  | 137  | 122  | 105  | 118  | 142  | 128  | 95   | 95   | 65   | 33   | 19   | 12   | 14   | 19   |
| Počet domů     | 21   | 22   | 21   | 21   | 21   | 21   | 22   | 29   | 41   | 18   | 11   | 21   | 22   | 22   | 23   |

## Obecní správa
Při sčítání lidu v letech 1850–1971 Blatec byl samostatnou obcí, se kterým patřil nejprve do okresu Milevsko, ale v roce 1950 v okrese Týn nad Vltavou a od roku 1960 v okrese Tábor. Od 26. listopadu 1971 do 31. prosince 1974 byl částí obce Hodětín v okrese Tábor, kdy se konaly obecní volby. Od 1. ledna 1975 do 23. listopadu 1990 byl částí obce Březnice v okrese Tábor. Od 24. listopadu 1990 je opět částí obce Hodětín v okrese Tábor. V letech 1850–1971 k obci patřila Nová Ves.

## Další fotografie

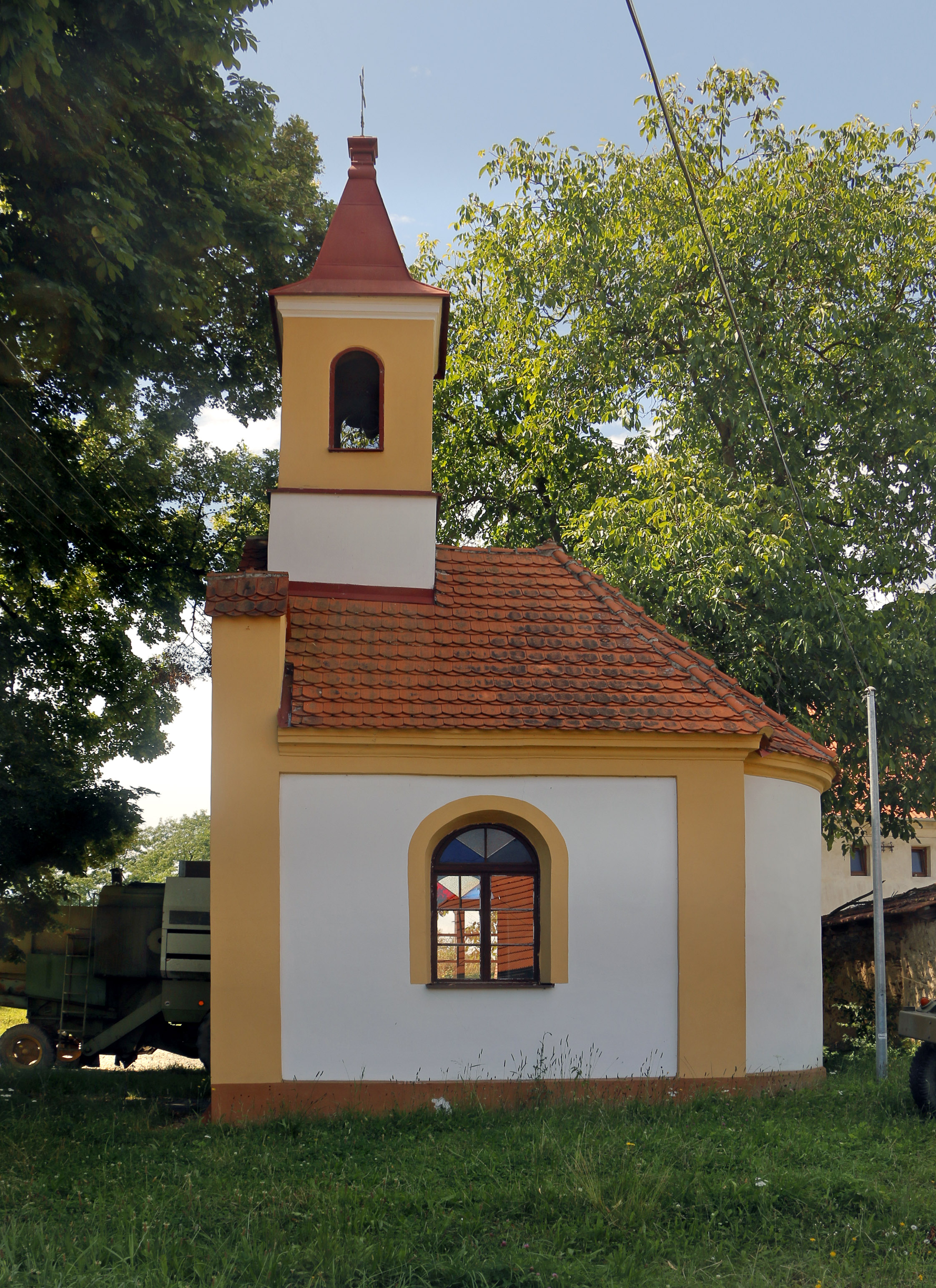
Kaple pod stromy
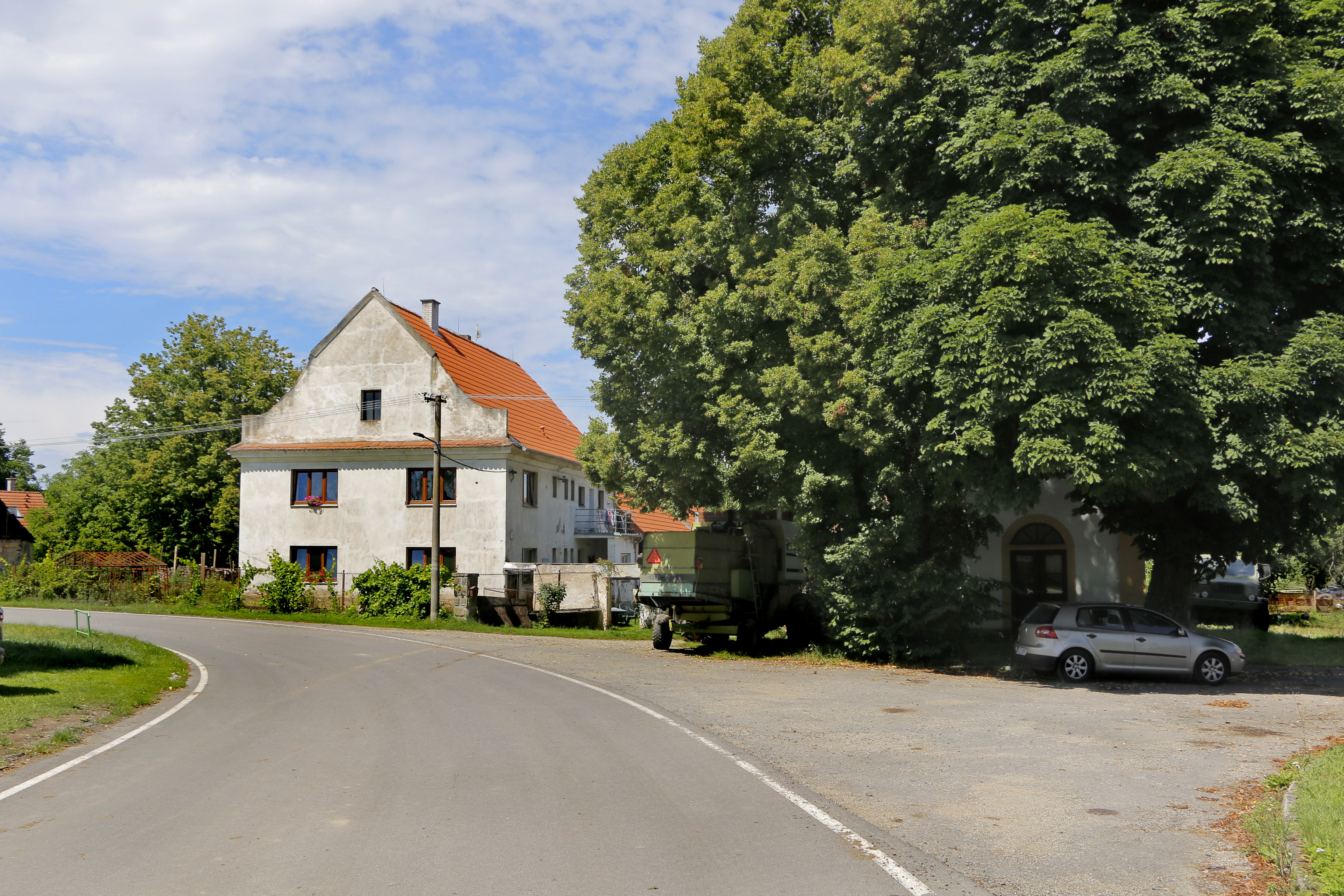
Náves
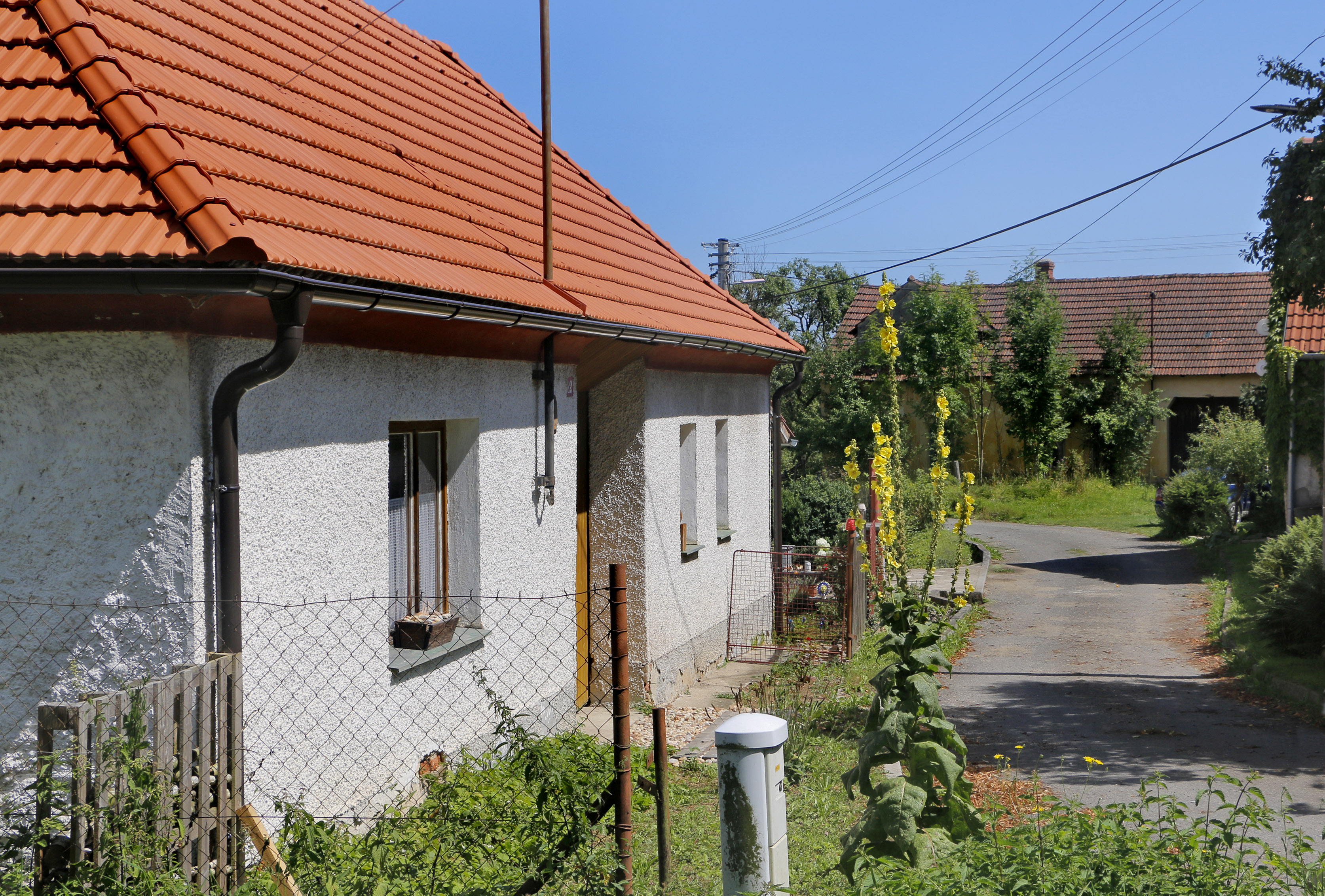
Domek v uličce